# 奧羅佩薩區 (安塔班巴省)
14°15′22″S 72°33′18″W / 14.25611°S 72.55500°W
奧羅佩薩區（西班牙語：Distrito de Oropesa），是秘魯的一個區，位於該國南部阿普里馬克大區的安塔班巴省，面積1,180.1平方公里，海拔高度3,310米，2005年人口2,806，人口密度每平方公里2.4人。